# Biruaca
Biruaca is een stad en gemeente in de Venezolaanse staat Apure. Biruaca telt 63.700 inwoners. De hoofdplaats is Biruaca.
De gemeente is met een ster vertegenwoordigd in de vlag van Apure.